# Tanjung Medan (Rokan IV Koto)
Tanjung Medan is een bestuurslaag in het regentschap Rokan Hulu van de provincie Riau, Indonesië. Tanjung Medan telt 792 inwoners (volkstelling 2010).